# Antoni Moya i Ribalta
Antoni Moya i Ribalta (Castellnou de Seana, 14 d'abril de 1946) és un exfutbolista català de les dècades de 1960 i 1970.

## Trajectòria
Començà a l'equip del seu poble i al Bellpuig jugant d'extrem, però en ingressar a les categories inferiors del RCD Espanyol amb 17 anys ja va passar a la posició de defensa lateral. La temporada 1967-68 fou cedit a la UE Lleida i en finalitzar la mateixa debutà al primer equip de l'Espanyol a primera divisió. No triomfà a l'Espanyol, essent cedit novament les tres següents temporades, aquest cop a la UE Sant Andreu. La temporada 1968-69 assolí l'ascens a Segona amb el club andreuenc. La temporada 1971-72 se la repartí entre el CE Sabadell i l'Sporting de Gijón, club amb el qual jugà a Primera novament. I el 1972 retornà a la UE Sant Andreu, on jugà fins a 1978. És el jugador que més cops ha vestit la samarreta de la UE Sant Andreu, un total de 332 partits, amb 15 gols marcats (a data de novembre de 2011).
Fou diversos cops internacional amb la selecció espanyola amateur l'any 1967 i amb la selecció catalana el 1973.
També fou entrenador i preparador físic al Mollet d'hoquei patins, al UE Sant Andreu, CE Europa i Mollerussa (1991-92).
El seu germà Ramon Moya i Ribalta també fou futbolista.